# Небесный крестовый поход
«Небесный крестовый поход», также «Космический крестовый поход» (англ. The High Crusade) — фантастический кинофильм. Экранизация одноимённого фантастического романа американского писателя Пола Андерсона.

## Сюжет
Как и оригинальное произведение, фильм обыгрывает ситуацию посещения Земли инопланетянами во времена рыцарства и крестовых походов. Однако киноверсия отличается большим количеством комедийных и пародийных элементов и сокращённой, по сравнению с книгой, фабулой.
Отряд рыцарей, захватив корабль-разведчик, высаживается на изолированной вестгорской базе. Там они сражаются с превосходящими силами противника, захватывают основную базу планеты, после чего на новом корабле отправляются домой.

## В ролях
- Дебби Ли Кэррингтон — Бранитар
- Кэтрин Панч — Леди Кэтрин
- Патрик Бример — Рыжий Джон Хеймворд
- Рик Овертон — Сэр Роджер де Торннвилль
- Ринальдо Таламонти — Хуруга
- Джон Рис-Дэвис — брат Парвус
- Хольгер Нойхаузер — Хуберт